# 新論
『新論』（しんろん）は、文政8年（1825年）3月に会沢正志斎が述作した、尊王論と国防を説いた書である。水戸藩主・徳川斉脩に上呈するために書かれた。ただし、その内容のために出版は禁止されたが、門人たちがひそかに書き写して匿名で広め、江戸玉山堂から安政4年（1857年）に正式に出版された。
上下2巻からなり、上巻が「国体」 (上、中、下) 、「形勢」、「虜情」、下巻が「守禦」、「長計」の計五論七篇で構成されている。
本書の執筆の背景には、イギリスなどの西洋諸国のアジア侵攻に対する危機感があり、これに対抗するために正志斎は人心統合の思想として国体を持ち出した。そして、天皇への忠を尽くすことは孝の実践につながり、天皇の即位に際して大嘗祭を行うことで人心が統合できると説いた。
本書は徳川御三家の一つであり、北方の警備の任も負っていた水戸藩を通じて幕府に影響を与えることを前提に書かれていた（尊王佐幕）。しかし、黒船来航以降の幕末の混乱と幕府への信頼が失墜したのに伴い、尊王攘夷論のテキストとして志士たちに愛読されるようになり、明治維新以降も教育勅語などの国民道徳論にまで影響を与えた。ただし、正志斎自身は開国論を説いた『時務策』を文久2年（1862年）に一橋慶喜へ提出しており、開国までは否定しなかった。
新論では、忠孝の重要性を説くに当たって、『古事記』などを引き天祖（皇祖神である天照大神のこと）や日本の建国神話を取り上げる一方、中国の皇帝祭祀も取り上げているという点が特徴である。

## 刊本
- 会沢安『新論・迪彝篇』塚本勝義 訳註、岩波文庫、1941年。度々復刊
- 『日本思想大系 53 水戸学』[1]今井宇三郎・瀬谷義彦・尾藤正英 校注、岩波書店、1973年

現代語訳
- 『日本再建は水戸学国体論から！　新論　国体篇』

高須芳次郎訳、維新と興亜編、望楠書房、2022年
- 『新論 全訳注』関口直佑訳・解説、講談社学術文庫、2023年12月